# Gratallops (kommun)
Gratallops är en kommun i Spanien.   Den ligger i provinsen Província de Tarragona och regionen Katalonien, i den östra delen av landet, 400 km öster om huvudstaden Madrid. Antalet invånare är 259. Arean är 13,5 kvadratkilometer. Gratallops gränsar till La Vilella Baixa, La Vilella Alta, Torroja del Priorat, Porrera, Falset, Bellmunt del Priorat, El Molar och El Lloar. 
Terrängen i Gratallops är varierad.